# Подготовка офицеров запаса в России

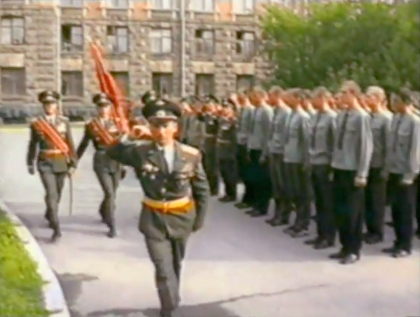
Полковник Леонид Хабаров ведёт знамённую группу перед строем обучающихся на военной кафедре студентов Уральского государственного технического университета

Российская система подготовки офицеров запаса предназначена для производства для нужд Вооружённых Сил Российской Федерации офицеров из числа студентов гражданских высших образовательных учреждений профессионального образования.

## История

### Во времена СССР
В Советском Союзе подготовка офицеров из числа студентов гражданских вузов была организована в 1927 году. Согласно Закону СССР «Об обязательной военной службе» от 13 августа 1930 года № 42/253б, она называлась высшей вневойсковой подготовкой, а списки учебных заведений, в которых она проводилась, должны были устанавливаться Народным комиссариатом по военным и морским делам СССР. Первый такой список был представлен ещё в 1927 году.
Первоначально офицера, отвечавшего за проведение высшей вневойсковой подготовки в гражданском вузе, называли военным руководителем. Первый съезд военных руководителей состоялся в 1927 году. Термин «военная кафедра» появился позже – с момента обнародования Постановления Совета Народных Комиссаров СССР от 13 апреля 1944 года № 413.
С введением в действие Закона СССР «О всеобщей воинской обязанности» от 12 октября 1967 года № 1950-VII обучение на военных кафедрах стало обязательным для всех годных по состоянию здоровья к военной службе студентов мужского пола (а также всех студентов женского пола, обучавшихся на медицинские специальности) гражданских вузов, в которых эти кафедры существовали.
На период обучения в вузе студенты пользовались отсрочкой от призыва на военную службу вне зависимости от того, была ли в их вузе военная кафедра или нет, однако после окончания вуза они могли быть призваны в ряды Вооружённых Сил СССР. При этом выпускники военных кафедр призывались для прохождения военной службы в офицерском звании на срок 2—3 года, но призыв такого выпускника мог быть осуществлён только до достижения им 27-летнего возраста. Призыв офицеров запаса не был сплошным, так как по факту лишь некоторая их часть призывалась до достижения вышеуказанного возраста. По окончании срока службы такой офицер вновь зачислялся в Запас Вооружённых Сил СССР. На армейском сленге таких офицеров называли «пиджаками» (одним из «пиджаков», впоследствии сделавшим блестящую военную карьеру, был Анатолий Квашнин).
В 1960—1970 годы количество вузов с военным кафедрами увеличилось до 497, ежегодное количество выпускников составляло около 170.000 человек, из них примерно 30% призывались на действительную военную службу. Число гражданских вузов с военным кафедрами сократилось к 1990 году до 397.
Советское военное образование было направлено на подготовку офицеров по отдельным военно-учётным специальностям, сильно отличаясь от американской системы военного образования, где новоиспечённые лейтенанты изучают конкретные военно-учётные специальности в рамках так называемой «карьерной ветви» в специальных школах уже после выпуска из военной академии или курсов подготовки офицеров запаса при гражданском университете. Студенты советских гражданских вузов, имеющих военную кафедру, не могли выбрать военно-учётную специальность, по которой они проходили обучение, поскольку к каждой конкретной гражданской специальности, преподаваемой их вузом, приказом ректора прикреплялась конкретная военно-учётная специальность, преподаваемая военной кафедрой вуза, что также отличалось от американской системы, где студент гражданского университета мог выбирать между доступными видами курсов подготовки офицеров запаса (сухопутные, военно-морские, военно-воздушные). Советская военная доктрина предусматривала массовую мобилизацию и требовала в военное время значительного количества офицеров запаса как для ведения боевых действий, так и для обслуживания военной техники; по этой причине военные кафедры гражданских вузов были сконцентрированы на подготовке офицеров, в основном, по командным и инженерно-техническими, в меньшей мере, по административным и гуманитарным военно-учётным специальностям.
Военное образование стало полностью добровольным для всех студентов начиная с 1990 года, однако выбор ими военно-учётной специальности по-прежнему оставался невозможным.

### В постсоветское время
Россия унаследовала советскую систему подготовки офицеров запаса. После распада Советского Союза 241 российский гражданский вуз сохранил военную кафедру. Некоторые вузы имели сразу несколько военных кафедр, которые впоследствии объединялись в факультеты военного обучения. Первоначально существовал план более существенного сокращения числа военных кафедр, но от него пришлось отказаться по причине острой нехватки лейтенантов, вызванной увольнением кадровых младших офицеров по собственному желанию из-за финансовых проблем Вооружённых Сил Российской Федерации в 1990-е годы, которую пришлось компенсировать за счёт призыва офицеров запаса, приобрётшего особое значение на фоне первой чеченской войны.
Федеральным законом от 28 марта 1998 года № 53-ФЗ «О воинской обязанности и военной службе» (в редакции, действовавшей на 31 декабря 2007 года) было предусмотрено, что к обучению на военной кафедре гражданского вуза могли быть приняты студенты очной формы обучения этого вуза. Поступление на военную кафедру было добровольным. Студенты не могли выбирать военно-учётную специальность, поскольку она предопределялась их основной гражданской специальностью — к каждой конкретной гражданской специальности, преподаваемой их вузом, приказом ректора прикреплялась конкретная военно-учётная специальность, преподаваемая военной кафедрой вуза (эта ситуация сохраняется и по сей день). После окончания учебного курса, включавшего в том числе военные сборы или стажировку в воинской части, и сдачи выпускного экзамена, студент представлялся к присвоению первичного офицерского звания – лейтенанта. Выпускник производился в офицеры одновременно с зачислением в Запас Вооружённых Сил Российской Федерации. Однако соответствующий приказ Министра обороны Российской Федерации вступал в силу только при условии успешного окончания студентами своего вуза по основной гражданской специальности. Впоследствии такой офицер до достижения им 27-летнего возраста мог быть призван из Запаса Вооружённых Сил Российской Федерации на действительную военную службу. Срок действительной военной службы такого офицера составлял 2 года, по истечении которых он вновь подлежал зачислению в Запас Вооружённых Сил Российской Федерации.
В конце 1990-х – начале 2000-х годов 40% всех командиров взводов являлись выпускниками военных кафедр гражданских вузов. В 2000-2004 годах ежегодное количество выпускников военных кафедр составляло около 65.000 человек, из которых около 15.000 человек призывались на действительную военную службу.
Практика показала, что выпускники военных кафедр не так хороши в строевой и огневой подготовке, а также в командовании личным составом, как кадровые офицеры. Однако «пиджаки» отлично справлялись с обслуживанием военной техники, административной работой и прочими видами деятельности, требовавшими специфических знаний; при этом стоимость подготовки такого офицера была в 4—5 раз ниже стоимости подготовки кадрового офицера. Последующие реформы были направлены на сокращение количества студентов гражданских вузов, обучающихся на военных кафедрах, и в то же время на максимально возможное сближение военно-учётной специальности и основной гражданской специальности студента.

#### Реформа 2005-2008 годов
В 2005 году Министр обороны Российской Федерации Сергей Иванов анонсировал предстоящее значительное сокращения числа военных кафедр, осуществляющих подготовку офицеров запаса из числа студентов гражданских вузов. До 2008 года в России существовали 235 вузов с военными кафедрами. К марту 2008 году 168 вузов из этих 235 лишились военных кафедр. Кроме того, 37 из 67 вузов, сохранивших военные кафедры, стали базой для создания новых учебных военных центров.
1 января 2008 года вступили в силу поправки, содержащиеся в Федеральном законе от 6 июля 2006 года № 104-ФЗ, согласно которым был отменён призыв на военную службу офицеров запаса (за исключением краткосрочных военных сборов в мирное время и мобилизации в военное время). Таким образом, выпускники военных кафедр гражданских вузов больше не подлежали призыву на военную службу (в то время как раньше они призывались выборочно). В то же время поправки предусматривали создание в гражданских вузах военно-образовательных подразделений нового типа – учебных военных центров. Отличие учебных военных центров от военных кафедр заключалось в том, что абсолютно все выпускники учебных военных центров в соответствии с условиями заключенных контрактов должны были поступить на действительную военную службу сразу после окончания вуза. Срок действительной военной службы таких офицеров составлял 3 года. Поступление в учебный военный центр было добровольным.
В целом, учебные военные центры были сконцентрированы на подготовке офицеров для действительной службы (офицеров кадра), а военные кафедры – на подготовке офицеров запаса. Большинство офицеров, подготовленных в учебных военных центрах, имели военно-учётные специальности, относящиеся к сфере деятельности частей обеспечения (военные инженеры и техники, военные программисты, военные врачи, офицеры военной полиции и так далее).
С 6 марта 2008 года в России существовали 37 учебных военных центров и 67 военных кафедр или факультетов военного обучения (факультет военного обучения состоит из нескольких военных кафедр). При этом военные кафедры или факультеты военного обучения продолжали действовать во всех 37 гражданских вузах, где были созданы учебные военные центры (то есть в 37 вузах одновременно были и учебные военный центры, и военные кафедры или факультеты военного обучения, а ещё в 30 вузах действовали только военные кафедры или факультеты военного обучения).

#### Реформа 2019 года
1 января 2019 года вступили в силу поправки, содержащиеся в Федеральном законе от 3 августа 2018 года № 309-ФЗ. Согласно этим поправкам, все военные кафедры, факультеты военного обучения, учебные военные центры упразднялись. Отныне студентов гражданских вузов стали обучать по обеим программам подготовки офицеров (запаса и кадра) в военных учебных центрах.
С 13 марта 2019 года военные учебные центры действуют в 93 гражданских вузах России.

## Поступление для обучения
Порядок приёма студентов в военные учебные центры регламентируется Приказом Министра обороны Российской Федерации от 26.08.2020 года №400.
Студент, желающий пройти подготовку в военном учебном центре, должен подать соответствующее заявление. Затем он должен пройти медицинское освидетельствование, профессиональный психологический отбор и сдать нормативы по физической подготовке. Зачисление к обучению проводится на конкурсной основе, так как количество мест для поступления ограничено. Это количество ежегодно определяется Главным управлением кадров Министерства обороны Российской Федерации отдельно для каждого военного учебного центра, каждой военно-учётной специальности, каждой программы (кадра или запаса), каждого пола (мужского или женского), как показано на примере ниже:
| Код военно-учётной специальности                                       | Программа подготовки офицеров кадра | Программа подготовки офицеров кадра | Программа подготовки офицеров запаса | Программа подготовки офицеров запаса |
| Код военно-учётной специальности                                       | Мужчины                             | Женщины                             | Мужчины                              | Женщины                              |
| ---------------------------------------------------------------------- | ----------------------------------- | ----------------------------------- | ------------------------------------ | ------------------------------------ |
| Военный учебный центр при XXXXXX государственном университете          |                                     |                                     |                                      |                                      |
| ВУС-XXX001                                                             | 100                                 | 10                                  | 150                                  | 30                                   |
| ВУС-XXX002                                                             | 30                                  | 3                                   | 65                                   | 4                                    |
| Военный учебный центр при XXXXXXXXXXXXXXX государственном университете |                                     |                                     |                                      |                                      |
| ВУС-XXX001                                                             | 75                                  | 5                                   | 90                                   | 15                                   |
| ВУС-XXX003                                                             | 10                                  | 0                                   | 15                                   | 0                                    |

Студент, желающий поступить в военный учебный центр, не может выбрать военно-учётную специальность так как к каждой конкретной гражданской специальности, преподаваемой его вузом, приказом ректора прикрепляется конкретная военно-учётная специальность, преподаваемая военным учебным центром вуза, как показано на примере ниже:
| Код гражданской специальности | Код военно-учётной специальности |
| ----------------------------- | -------------------------------- |
| XX.XX.01                      | ВУС-XXX001                       |
| XX.XX.07                      | ВУС-XXX003                       |
| XX.XX.09                      | ВУС-XXX005                       |

В процессе конкурсного отбора учитывается текущая академическая успеваемость студентов, изъявивших желание обучаться в военном учебной центра. Некоторые студенты имеют льготы при поступлении: сироты, лица, оставшиеся без попечения родителей, дети военнослужащих Вооружённых Сил Российской Федерации, лица, прошедшие военную службу по призыву.
Лица, прошедшие конкурсный отбор, подписывают контракты (договоры) об обучении и приказом ректора зачисляются в военный учебный центр. Студенты, обучающиеся по программе подготовки офицеров кадра, имеют право на дополнительную стипендию.

## Процесс обучения
В соответствии с Приказом Министра обороны Российской Федерации от 26.08.2020 года №400 для каждой военно-учётной специальности разрабатывается собственная учебная программа, включающая:
- аудиторные занятия по дисциплинам (лекции, семинары, практические занятия, лабораторные работы, специальные военные игры)
- самостоятельная работа
- физическая подготовка
- групповые полевые занятия (тактические занятия, специальные военные игры)
- промежуточная аттестация (зачёты и экзамены по дисциплинам)
- учебные военные сборы
- итоговая аттестация (выпускной междисциплинарный экзамен)

Как правило, аудиторные занятия, физическая подготовка и групповые полевые занятия проводятся один раз в неделю (в так называемый «военный день»). «Военный день» определяется ректором вуза по согласованию с начальником военного учебного центра. Занятий по дисциплинам гражданских специальностей в этот день не проводится, в том числе и у студентов, не обучающихся в военном учебном центре.
Промежуточная аттестация проводится в конце каждого семестра. Студенты направляются на 30-дневные учебные военные сборы летом после завершения курса обучения. После учебных военных сборов студенты допускаются к выпускному экзамену. Студентам, успешно сдавшим выпускной экзамен, приказом Министра обороны Российской Федерации присваивается звание лейтенанта, но этот приказ вступает в силу только после окончания ими вуза по основной гражданской специальности.

## После выпуска
Все выпускники военных учебных центров освобождаются от призыва на военную службу.
Лица, прошедшие обучение по программе подготовки офицеров кадра, в соответствии с заключенными контрактами обязаны отслужить на действительной военной службе не менее 3 лет.
Лица, прошедшие обучение по программе подготовки офицеров запаса, не обязаны служить и зачисляются в мобилизационный людской ресурс Вооружённых Сил Российской Федерации сразу после выпуска. В дальнейшем они могут поступить на действительную военную службу или вступить в мобилизационный людской резерв (военная служба по принципу частичной занятости), но только на добровольной основе. Однако они подлежат мобилизации в военное время и призыву на военные сборы в мирное время на недобровольной основе на условиях и в порядке, установленных законом.